# Tagetes elliptica
Espèce
Classification phylogénétique
Le suyku ou chincho (Tagetes elliptica Sm.) est une espèce de plantes de la famille des Composées (Asteraceae) originaire du Pérou. Il est utilisé en gastronomie comme à des fins thérapeutiques.

## Description
C'est une plante herbacée aromatique à croissance rapide. La tige est ramifiée et dressée. Les feuilles sont pennées, à folioles elliptiques et dentelées. Elle peut mesurer une hauteur initiale de 50 à 70 centimètres puis croître jusqu'à 2 mètres. Elle a une tige principale qui, une fois coupée, peut développer plusieurs tiges. La caractéristique de ses feuilles est qu'elles sont lancéolées, arrondies et dentelées sur les bords.

## Distribution et habitat
Le suyku pousse dans les Andes péruviennes particulièrement dans le département d'Áncash à environ 2 700 m d'altitude, à Huánuco, Cajamarca, Junín, La Libertad et Pasco. La plante est aussi trouvée en Bolivie.

## Taxonomie
Tagetes elliptica a été décrite par James Edward Smith et publié dans Rees, Cycl. xxxv. n. 7,.

## Étymologie
Tagetes : nom générique issu de la mythologie étrusque Tages.
Elliptica : épithète latine signifiant « elliptique ».

## Importance économique et culturelle
Son importance réside dans ses propriétés médicinales et son odeur agréable dans les ragoûts culinaires typiques de la région qui font partie des gastronomies péruvienne et bolivienne dans une moindre mesure.

### Utilisations et applications
- Alimentaire : bénéficiant d'un arôme fort et caractéristique, comme le huacatay, son utilisation est très répandue comme l'un des ingrédients de la pachamanca[5].
- Médicinale : peu de travaux de recherche existent sur son huile essentielle, mais étant d'une composition similaire au huacatay, son huile essentielle possède d'importantes propriétés antibactériennes contre les micro-organismes tels que Staphylococcus aureus, Staphylococcus epidermidis, Bacillus subtilis, Escherichia coli et Pseudomonas aeruginosa. La plante bénéficie également d'une activité antifongique contre Candida albicans (agissant ainsi comme palliatif en cas de règles douloureuses) et Aspergillus spp. Enfin, des propriétés insecticides ont été détectées contre la  trypanosomiase[5].

## Noms communs
- Culantrillo serrano[11], chincho, chinchu, sacha huacatay[12], maría sacha[13]